# 特赖努
特赖努（法語：Traînou，法語發音：[tʁɛnu]）是法国卢瓦雷省的一个市镇，位于该省中部略偏西，属于奥尔良区。

## 地理
特赖努（47°58'23"N, 2°6'18"E）面积33.68 平方千米，位于法国中央-卢瓦尔河谷大区卢瓦雷省，该省份为法国中北部省份，北起埃松省，西北接厄尔-卢瓦省，西南接卢瓦-谢尔省，南至涅夫勒省和谢尔省，东临约讷省，东北接塞纳-马恩省。
与特赖努接壤的市镇（或旧市镇、城区）包括：卢里、比奥讷河畔布瓦尼、多讷里、费欧洛日、马尔迪耶、叙利拉沙佩勒、韦讷西。

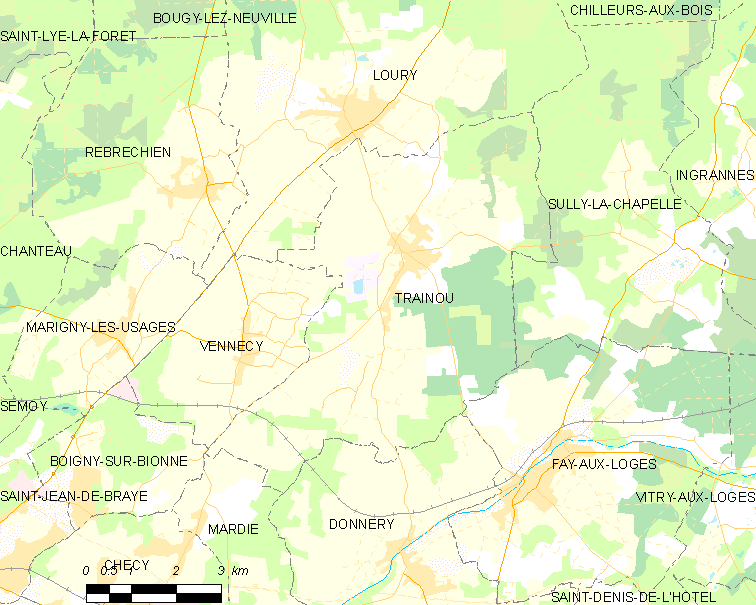
特赖努的OSM定位图

特赖努的时区为UTC+01:00、UTC+02:00（夏令时）。

## 行政
特赖努的邮政编码为45470，INSEE市镇编码为45327。

## 政治
特赖努所属的省级选区为弗勒里莱索布赖县。

## 人口

1962-2008年间特赖努人口变化图示

特赖努于2022年1月1日时的人口数量为3419人。